# Slavútitx
Slavútitx (en ucraïnès Славу́тич) és una ciutat a l'extrem nord d'Ucraïna. Està situada a la riba esquerra del riu Dnièper, a 40 km en línia recta de Txernòbil, a 45 km de Prípiat i a 200 de Kíev. Es troba a la província de Txerníhiv, però és un enclavament que pertany administrativament a la província de Kíev. El 2021 tenia una 24.685 habitants.

## Història
La ciutat fou construïda immediatament després de l'accident de Txernòbil i hi viuen la majoria dels treballadors de la planta nuclear i llurs famílies, que provenen principalment de Prípiat.